# Pero semibrunnea
Pero semibrunnea là một loài bướm đêm trong họ Geometridae.